# Diomede (figlio di Ares)

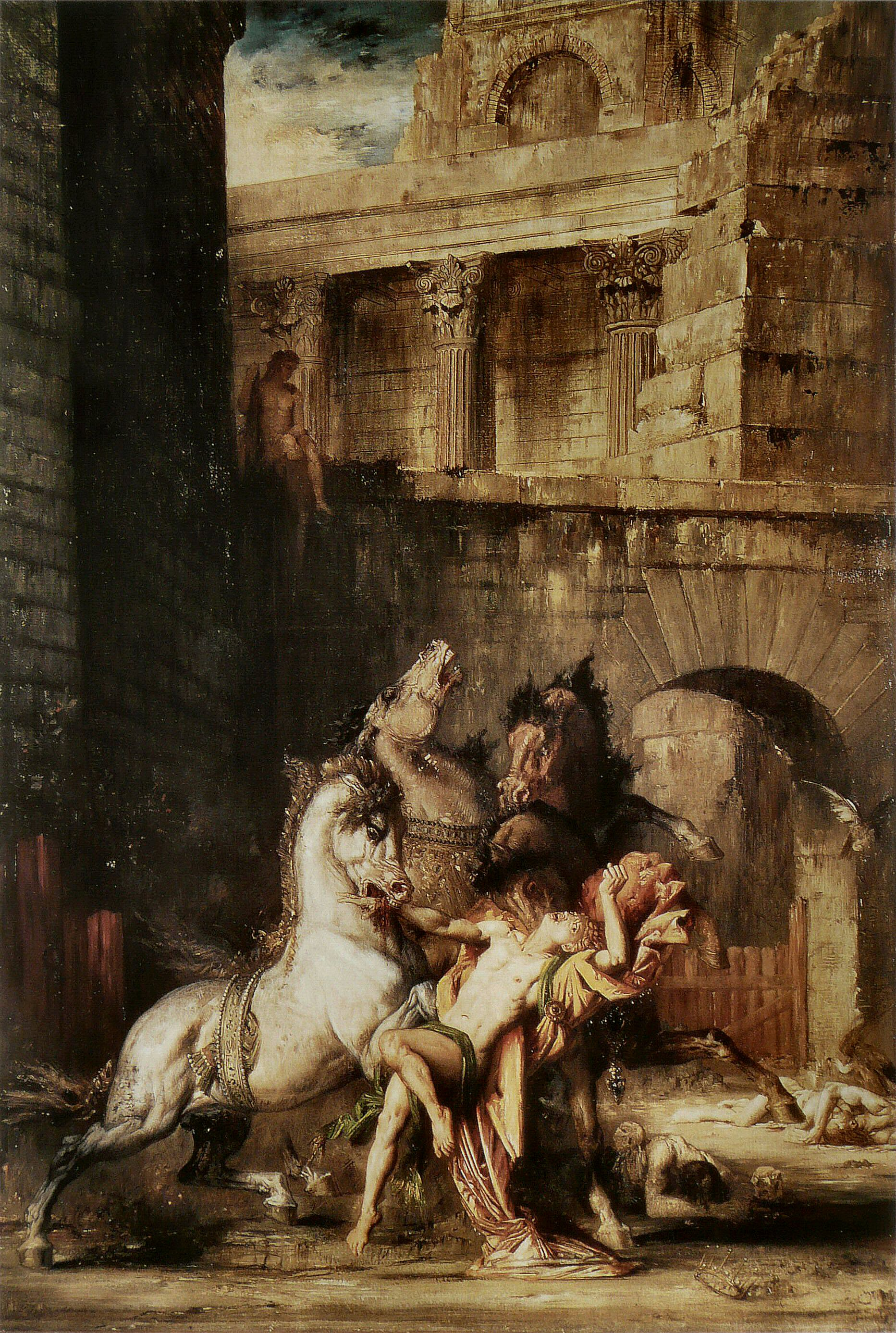
Diomede divorato dalle sue cavalle, dipinto di Gustave Moreau

Diomede è una figura della mitologia greca, figlio di Ares e della ninfa Cirene.
Diomede era re della Tracia e, secondo il mito, possedeva delle giumente che si nutrivano di carne umana; questi animali vengono citati nel mito delle dodici fatiche di Eracle.
Eracle tentò di catturare le cavalle, ma il trambusto lo fece scoprire da Diomede. Nel combattimento che ne seguì Diomede perse la vita. Le cavalle divorarono il suo cadavere e, domate, seguirono Eracle ad Argo.
Da non confondersi con l'omonimo eroe omerico Diomede, re di Argo.